# La Pince à ongles
 (juillet 2025).
Pour plus de détails, voir Fiche technique et Distribution.
La Pince à ongles est un court métrage français réalisé par Jean-Claude Carrière, sorti en 1969.
La disparition d'une pince à ongles dans une chambre d'hôtel marque le début d'événements inattendus.

## Synopsis
Un couple arrive en taxi dans un hôtel. Le réceptionniste leur donne une chambre à l'étage. Pendant que sa femme range des vêtements dans le placard, le mari utilise une pince à ongles puis la repose sur la table. Immédiatement après, il se rend compte qu'elle a disparu. Revenant sur ses pas dans la salle de bains, il n'y trouve pas la trousse de toilette qu’il y avait déposée. Puis c’est la valise, et même sa femme et toutes leurs autres affaires, qui subitement ne sont plus là. Il appelle le réceptionniste. Celui-ci monte dans la chambre, qu'il trouve vide de tout occupant. Seule une pince à ongles traîne par terre.

## Fiche technique
- Titre : La Pince à ongles
- Réalisateur : Jean-Claude Carrière
- Scénario : Jean-Claude Carrière et Miloš Forman
- Images : Edmond Séchan
- Musique : Michel Legrand
- Montage : Gilberte Mardignan
- Son : Jean Bertrand
- Directeur de production : Jacques Garcia
- Société de production : CAPAC
- Format : Couleur - 35 mm
- Durée : 12 minutes
- Date de sortie : 
  - France : mai 1969 (Festival de Cannes, sélection officielle)

## Distribution
- Michael Lonsdale : le mari
- Marie Descott : Marie-Claude
- Henri Garcin : le réceptionniste de l'hôtel

## Récompenses et distinctions
- Prix spécial du jury court métrage au Festival de Cannes 1969[1]